# 완벽한 남자를 만나는 일에 관하여
《완벽한 남자를 만나는 일에 관하여》는 MBC에서 1994년 2월 4일에 방영된 베스트극장으로, 어릴 때부터 완벽한 남자에 대한 환상을 가지고 꿈을 키워온 주인공의 성장 일기를 담은 작품이다.

## 줄거리
금주는 국민학교 6학년 때부터 "완벽한 남자"에 관한 꿈을 가진 조숙한 아이로 따라다니던 동창생 희준은 자기의 이상과는 거리가 먼 것으로 단정짓는다. 금주는 대학생이 되어 캠퍼스에서 우연히 희준을 만나지만 여전히 친구 이상으로 여기지 않는다. 금주는 완벽한 남자라고 생각한 사람과 사귀지만 자신을 사랑하는 것이 아니라는 것을 깨닫고 그와 헤어진다. 결혼하지 않은 마지막 친구의 결혼식에 간 금주는 신랑의 친구로 온 희준과 재회한다. 하지만 금주는 이미 결혼해서 행복하게 살고 있다는 거짓말을 하고, 희준 역시 금주를 주기 위해 샀던 반지를 끼고있어 결혼했다고 둘러댄다. 그러나 친구에게서 금주가 아직 미혼이라는 것을 알게 된 희준은 금주네로 달려가 두 사람은 드디어 서로에게 얼마나 필요한 사람이었는가를 깨닫는다.

## 등장 인물
- 채시라 : 금주 역
- 조재현 : 희준 역
- 곽진영
- 정은수
- 홍계일
- 박정수